# إيمان هباس المطيري
الدكتورة إيمان بنت هباس بن سلطان المطيري هي نائب وزير التجارة السعودي بالمرتبة الممتازة منذ 2 مايو 2021، وكانت سابقًا مساعدًا له منذ 27 ديسمبر 2018. وتشغل كذلك منصب الرئيس التنفيذي للمركز الوطني للتنافسية.

## السيرة التعليمية
- بكالوريوس في علم الكيمياء من جامعة الملك فيصل عام 1992.[4]
- دكتوراه في مجال الكيمياء العضوية الحيوية من جامعة بريستول المملكة المتحدة عام 1997.
- أبحاث ما بعد الدكتوراه في علم الجينات من جامعة هارفرد الأمريكية في عام 2000.
- حاصله على شهادة مهنية في تدريب المدراء والتنفيذين من كلية هينلي – جامعة ريدينغ البريطانية في عام 2018.

## الحياة العملية
- معيدة في قسم الكيمياء في جامعة الملك فيصل 1993 – 1994.[5]
- معيدة في قسم الكيمياء في جامعة بريستول بريطانيا 1994 – 1997.
- أستاذ مساعد بعلم الوراثة البشرية في جامعة هارفرد 1998 – 2000.
- مستشارة أبحاث علمية بشركة «بيركن المر» لعلوم الحياة في الولايات المتحدة الأميركية 2000 – 2002.
- مستشارة طب وقائي بمستشفى أرامكو 2003 – 2006.
- رئيسة قسم العلاقات الطبية العامة والقائم بأعمال مدير إدارة خدمات الدعم الفني الطبية، وثم رئيسة قسم الجودة وسلامة المرضى بمستشفى أرامكو 2007 – 2010.
- رئيسة قسم تخطيط القوى العاملة والتحليلات بشركة أرامكو 2010 – 2011.
- مديرة مشروع التحول فيما يخص القياديين على مستوى شركة أرامكو السعودية - ببرنامج أرامكو للتحول الاستراتيجي المتسارع 2011 – 2012.
- عضو مجلس أمناء الجامعة الملكية للبنات مملكة البحرين في الجامعة الملكية بالبحرين 2013.
- صاحبة مكتب همة الخاص للاستشارات الإدارية «عمل خاص» 2014 – 2017.
- مستشار وزير التجارة والاستثمار والمشرفة العامة للجنة التنفيذية لتحسين أداء الأعمال في القطاع الخاص «تيسير»، ومدير مكتب برنامج الرؤية «تنمية القدرات البشرية 2017».
- عملت على التحضير لإنشاء مركز التنافسية الوطني وتشكيل اللجان حسب الاختصاص.
- عملت على تنسيق الشراكة بين مستشفى جونز هوبكنز وأرامكو للرعاية الصحية.

## المناصب الحكومية
ضمن الأوامر الملكية التي أصدرها خادم الحرمين الشريفين الملك سلمان بن عبد العزيز آل سعود، بتاريخ 27 ديسمبر 2018 تم تعيين الدكتورة إيمان المطيري مساعدًا لوزير التجارة والاستثمار بالمرتبة الممتازة، لا سيما أنها كانت قبل هذا المنصب مستشارة لوزير التجارة والاستثمار، ومشرفة عامة للجنة التنفيذية لتحسين أداء الأعمال في القطاع الخاص «تيسير»، وهي أيضًا المنسقة بين منظومة التجارة والاستثمار والبنك الدولي، وكانت تقود خلال العامين الماضيين التحول في عدة قطاعات، منها الهيئة العامة للاستثمار، وقبل ذلك وزارة التنمية الاجتماعية.
في 2 مايو 2021، صدر أمرٌ ملكيٌّ بتعيين إيمان المطيري نائباً لوزير التجارة بالمرتبة الممتازة.